# 斯科別列夫街站
斯科別列夫街站（羅馬化：Ulitsa Skobelevskaya）是莫斯科地鐵布托沃線的一個車站，開通於2003年12月27日。車站的站名取自於斯科別列夫街，而街名則是取自於第十次俄土戰爭中的名将米哈伊尔·德米特里耶维奇·斯科别列夫。